# High-speed Anti-Radiation Missile Targeting System
L'High-speed Anti-Radiation Missile Targeting System, o HTS è un sistema di acquisizione del bersaglio installato sugli F-16CJ Block 50/52 (cioè della serie 50/52).

Il suo scopo principale è la soppressione dei radar nemici, cosa che fa indicando al pilota dell'aereo la locazione e il tipo della minaccia.

## Caratteristiche
Nel concreto l'HTS consiste in un pod (installato nella sua versione R6 vicino alla presa d'aria del motore destro e nella versione R7 accanto alla presa d'aria del motore sinistro), in un missile AGM-88 HARM e in un computer costituito da un apposito software collegato all'aereo. La differenza tra le due versioni del pod consiste in un migliore inquadramento del bersaglio e in una maggiore precisione del missile nella R7, che ha interamente sostituito l'R6 nel 2008.
L'apparecchio, avvalendosi di un interferometro e di una certa banda di frequenze scelta a discrezione del pilota, è capace di inviargli i dati riguardanti il tipo e la distanza del radar a terra. Una volta ricevute le informazioni il pilota imposta di conseguenza il missile HARM per il lancio, che viene aiutato nel raggiungere il bersaglio dall'HTS. L'ultima versione del pod, l'R7, permette anche di ingaggiare bersagli multipli e di trasferire le coordinate ad altri F-16 o RC-135 nelle vicinanze.

## Storia
Quando gli F-4G Wild Weasel furono radiati dall'USAF, questa vide la necessità di creare un sistema che potesse neutralizzare efficacemente i radar nemici.

Il progetto, portato avanti dalla Raytheon Company nel 1991, iniziò la sua carriera operativa nel 1994, quando si iniziò ad installarli negli F-16CJ della serie 50/52. Nel 1996 venne introdotta la versione R5 del software interno, che dopo varie migliorie è stata sostituita dalla R6. Questa versione destò l'interesse dei vertici dell'aviazione americana tanto che, nel novembre del 2000 durante un'esercitazione, due F-16CJ e un P-3 Orion ne hanno confermato la validità.
Nel 2006 entra in scena la variante R7, le cui migliorie sono state descritte nel paragrafo precedente.